# 咪咕
咪咕，全称咪咕文化科技有限公司，是中华人民共和国的一家数字娱乐服务提供商，为中国移动的全资子公司。

## 简介

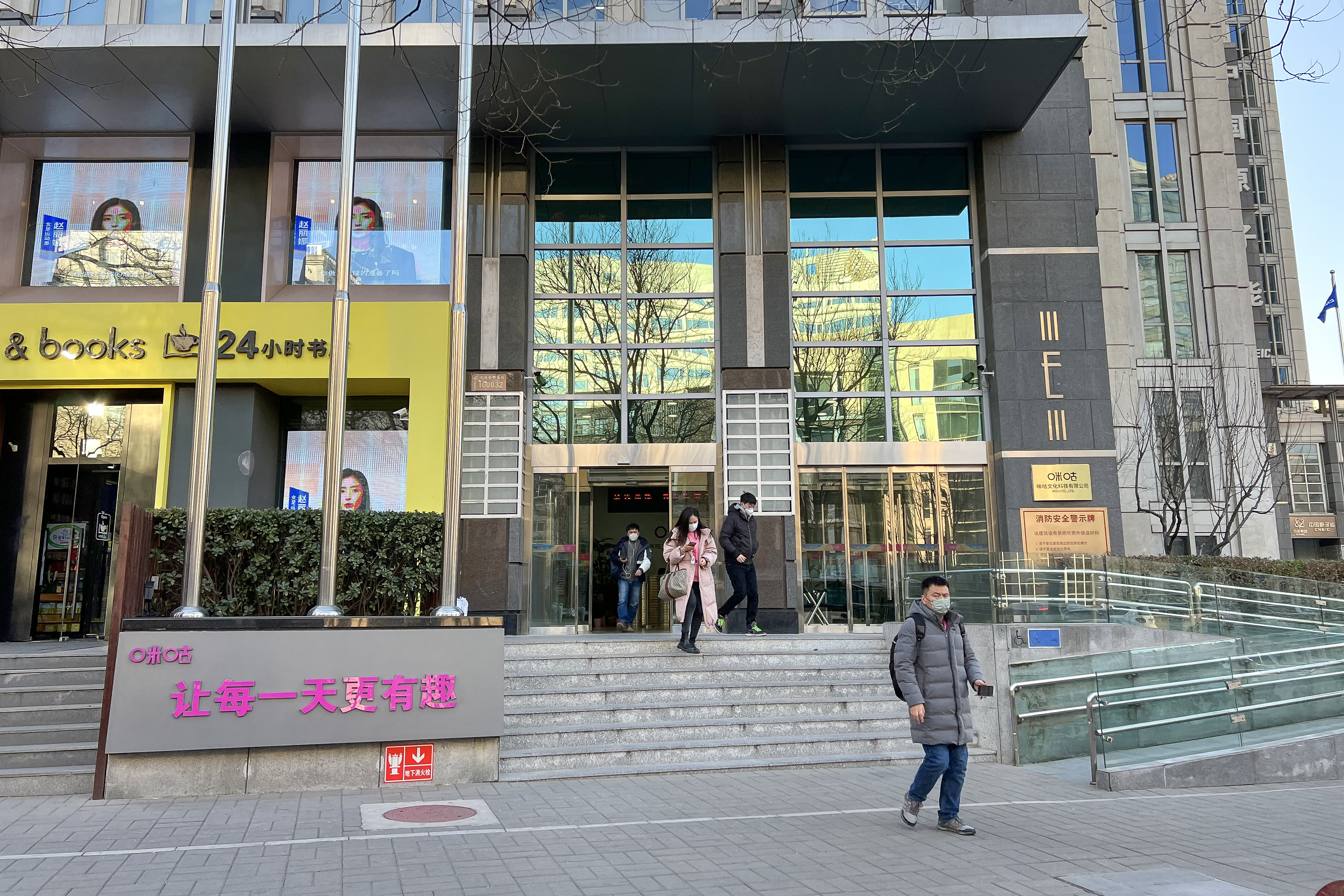
2023年仍在华远街11号办公的咪咕

“咪咕”这一品牌最早可见于2008年中国移动举办的“无线音乐咪咕汇”，之后成为中国移动旗下的数字娱乐品牌。2014年，咪咕文化科技有限公司正式成立，成为中国移动旗下音乐、视频、阅读、游戏、动漫数字业务板块的唯一运营实体，下设咪咕音乐、咪咕视讯、咪咕数媒、咪咕互娱、咪咕动漫五个子公司，提供视频、音乐、数字阅读等多项业务。咪咕也与央视、苏宁、爱奇艺等版权方合作，通过自家平台提供一站式服务。
2020东京奥运会，咪咕成为中国大陆地区除央视外唯一拥有赛事直播版权的转播商，借势成为中国大陆视频网站“黑马”。2021-22赛季，咪咕又拿下法甲和意甲中国大陆独家版权，加上德甲的非独家版权，以及与其它版权方合作获得的英超和西甲版权，自此坐拥欧洲五大联赛在中国内地的播映权。
2021年10月27日，咪咕发布基于自由式滑雪运动员谷爱凌的虚拟形象“Meet GU”，开启“数智达人计划”。
2024年1月2日，咪咕在首钢园的办公区启用。